# Station Wembley Stadium
Wembley Stadium is een spoorwegstation van National Rail in Brent in Engeland. Het station is eigendom van Network Rail en wordt beheerd door Chiltern Railways. 